# Невизначеність в біології
Неви́значеність в біоло́гії отримала потужне підкріплення з боку генетики. Явище мутації, викликане проникненням в клітини мутагенів середовища у вигляді хімічних сполук, іонізуючих випромінювань тощо, які змінюють їх генетичну програму, може бути порівняно з теорією квантів, адже в ньому також відбувається стрибкоподібна зміна властивостей. Відбувається порушення генетичного коду: замість нормального розвитку живого організму, визначеного природою, настає мутація — відхилення від норми. У теорії квантів також немає проміжних ступенів між двома сусідніми енергетичними рівнями. Як стверджував Шредінгер, мутації дійсно зобов'язані своїм походженням квантовим скачкам у молекулі. Проте ще Ч. Дарвін фіксував невизначеністну мінливість видів як відсутність початкової адаптованістної спрямованості. І його висновки були тим більш значимі, що описували макроефекти невизначеністних процесів, які спостерігаються в біологічній еволюції.
Будь-які мутації мають невизначений, випадковий характер по відношенню до змін зовнішнього середовища, які їх викликали. Найбільші шанси на виживання мають мутації малого масштабу, що не порушують істотно інтеграцію цілісного організму і не викликають значних змін у фенотипі. Великі мутації майже завжди мають летальні наслідки. В результаті скільки-небудь істотні еволюційні перетворення організмів не можуть бути досягнуті за допомогою однієї мутації, а досягаються серією малих мутацій. Таким чином, нелетальні мутації і ті, що не знижують значно життєдіяльність організму, входять до складу генофонду. Мутації дозволяють виду виживати при значних змінах навколишнього середовища, коли необхідна перебудова норми реакції.

#### Ресурси Інтернету
- Принцип певності [Архівовано 14 травня 2011 у Wayback Machine.](англ.)
- Розенберг Г. С. О структуре учения о биосфере
- Дедю И. И. Экологический энциклопедический словарь. — Кишинев, 1989 [Архівовано 24 жовтня 2016 у Wayback Machine.]
- http://www.cnshb.ru/AKDiL/0017/default.shtm [Архівовано 31 жовтня 2016 у Wayback Machine.]
- Англо-русский биологический словарь (online версия) [Архівовано 6 листопада 2016 у Wayback Machine.]
- Англо-русский научный словарь (online версия) [Архівовано 21 жовтня 2016 у Wayback Machine.]